# Eleanor Olszewski
Pour les articles homonymes, voir Olszewski.
Eleanor Angela Olszewski, née en 1954 ou 1955, est une femme politique canadienne de l'Alberta.
Elle est député libérale de la circonscription fédérale albertaine d'Edmonton-Centre depuis avril 2025. Le mois suivant, elle entre au cabinet du premier ministre Mark Carney à titre de ministre de la Sécurité publique et de la Protection civile et ministre responsable du Développement économique pour la régions des Prairies.